# Natação nos Jogos Olímpicos de Verão de 2024 - 200 m borboleta feminino
A prova dos 200 m borboleta feminino da natação nos Jogos Olímpicos de Verão de 2024 ocorreu em 31 de julho e 1 de agosto de 2024 na Paris La Défense Arena, em Paris. Um total de 19 nadadoras de 14 Comitês Olímpicos Nacionais (CON) participaram do evento.

## Qualificação
Cada Comitê Olímpico Nacional (CON) poderia inscrever no máximo duas nadadoras qualificadas em cada evento individual, mas somente se ambas atingissem o "tempo de qualificação olímpica" (OQT). Uma nadadora por evento poderia potencialmente entrar se atingisse o "tempo de consideração olímpica" (OCT), ou se a cota total de 852 competidores não tivesse sido atingida. Os CONs também poderiam inscrever nadadores independentemente do tempo através das vagas de universalidade, mesmo que não tenham atingindo nenhum dos tempos de inscrição padrão (OQT/OCT).
Após o fim da janela de qualificação, a World Aquatics avaliou o número de nadadores que alcançaram o OQT, o número de nadadores somente para as provas de revezamento e o número de vagas de universalidade, antes de convidar aqueles com OCT para cumprir a cota total de 852. Além disso, as vagas no OCT foram distribuídas por evento de acordo com as posições no ranking mundial durante o prazo de qualificação. Para os 200 m borboleta feminino, o OQT foi de 2min08s43 e o OCT de 2min09s07.

## Formato
A competição consiste em três rodadas: preliminares, semifinais e final. As nadadoras com os 16 melhores tempos nas baterias preliminares avançam às semifinais. Já as nadadoras com os 8 melhores tempos nas semifinais avançam à final. Desempates (swim-offs) são utilizados conforme necessário para quebrar os empates de avanço à próxima rodada.

## Calendário
Horário local (UTC+2)
| Data                | Horário | Fase         |
| ------------------- | ------- | ------------ |
| 31 de julho de 2024 | 10:00   | Preliminares |
| 31 de julho de 2024 | 19:35   | Semifinais   |
| 1 de agosto de 2024 | 17:30   | Final        |

## Medalhistas
| Ouro   | CAN Summer McIntosh |
| Prata  | USA Regan Smith     |
| Bronze | CHN Zhang Yufei     |

## Recordes
Antes desta competição, os recordes mundiais e olímpicos da prova eram os seguintes:
| Tipo | Atleta      | Tempo   | Local  | Data                  |
| ---- | ----------- | ------- | ------ | --------------------- |
|      | Liu Zige    | 2:01.81 | Jinan  | 21 de outubro de 2009 |
|      | Zhang Yufei | 2:03.86 | Tóquio | 29 de julho de 2021   |

## Resultados

### Preliminares
As nadadoras com os 16 melhores tempos, independente da bateria, avançam às semifinais.
| Pos. | Bateria | Raia | Nadadora              | CON                      | Tempo   | Notas |
| ---- | ------- | ---- | --------------------- | ------------------------ | ------- | ----- |
| 1    | 3       | 5    | Zhang Yufei           | CHN China                | 2:06.55 | Q     |
| 2    | 2       | 4    | Regan Smith           | USA Estados Unidos       | 2:06.99 | Q     |
| 3    | 3       | 3    | Abbey Connor          | AUS Austrália            | 2:07.13 | Q     |
| 4    | 2       | 6    | Helena Rosendahl Bach | DEN Dinamarca            | 2:07.34 | Q     |
| 5    | 2       | 5    | Alex Shackell         | USA Estados Unidos       | 2:07.49 | Q     |
| 6    | 3       | 4    | Summer McIntosh       | CAN Canadá               | 2:07.70 | Q     |
| 7    | 1       | 6    | Keanna Macinnes       | GBR Grã-Bretanha         | 2:08.46 | Q     |
| 8    | 1       | 4    | Elizabeth Dekkers     | AUS Austrália            | 2:08.97 | Q     |
| 9    | 2       | 3    | Airi Mitsui           | JPN Japão                | 2:09.12 | Q     |
| 10   | 2       | 2    | Boglárka Kapás        | HUN Hungria              | 2:09.28 | Q     |
| 11   | 3       | 6    | Chen Luying           | CHN China                | 2:09.31 | Q     |
| 12   | 1       | 5    | Lana Pudar            | BIH Bósnia e Herzegovina | 2:09.32 | Q     |
| 13   | 3       | 7    | Georgia Damasioti     | GRE Grécia               | 2:09.55 | Q,    |
| 14   | 1       | 3    | Laura Stephens        | GBR Grã-Bretanha         | 2:10.46 | Q     |
| 15   | 3       | 2    | Hiroko Makino         | JPN Japão                | 2:10.79 | Q     |
| 16   | 1       | 2    | Laura Cabanes         | ESP Espanha              | 2:10.82 | Q     |
| 17   | 2       | 7    | Anja Crevar           | SRB Sérvia               | 2:18.46 |       |
| 18   | 1       | 7    | Alondra Ortiz         | CRC Costa Rica           | 2:18.56 |       |
| 19   | 3       | 1    | Lia Lima              | ANG Angola               | 2:22.19 |       |

### Semifinais
As nadadoras com os oito melhores tempos, independente da bateria, avançam à final.
| Pos. | Bateria | Raia | Nadadora              | CON                      | Tempo   | Notas |
| ---- | ------- | ---- | --------------------- | ------------------------ | ------- | ----- |
| 1    | 1       | 3    | Summer McIntosh       | CAN Canadá               | 2:04.87 | Q     |
| 2    | 1       | 4    | Regan Smith           | USA Estados Unidos       | 2:05.39 | Q     |
| 3    | 2       | 4    | Zhang Yufei           | CHN China                | 2:06.09 | Q     |
| 4    | 1       | 6    | Elizabeth Dekkers     | AUS Austrália            | 2:06.17 | Q     |
| 5    | 2       | 3    | Alex Shackell         | USA Estados Unidos       | 2:06.46 | Q     |
| 6    | 1       | 5    | Helena Rosendahl Bach | DEN Dinamarca            | 2:06.65 | Q,    |
| 7    | 2       | 5    | Abbey Connor          | AUS Austrália            | 2:07.10 | Q     |
| 8    | 1       | 1    | Laura Stephens        | GBR Grã-Bretanha         | 2:07.53 | Q     |
| 9    | 2       | 6    | Keanna Macinnes       | GBR Grã-Bretanha         | 2:08.04 |       |
| 10   | 2       | 7    | Chen Luying           | CHN China                | 2:08.07 |       |
| 11   | 2       | 2    | Airi Mitsui           | JPN Japão                | 2:08.71 |       |
| 12   | 1       | 7    | Lana Pudar            | BIH Bósnia e Herzegovina | 2:08.74 |       |
| 13   | 2       | 8    | Hiroko Makino         | JPN Japão                | 2:09.16 |       |
| 14   | 1       | 2    | Boglárka Kapás        | HUN Hungria              | 2:09.23 |       |
| 15   | 2       | 1    | Georgia Damasioti     | GRE Grécia               | 2:10.25 |       |
| 16   | 1       | 8    | Laura Cabanes         | ESP Espanha              | 2:10.60 |       |

### Final
As três nadadoras mais rápidas na final conquistam as medalhas.
| Pos.              | Raia | Nadadora              | CON                | Tempo   | Notas            |
| ----------------- | ---- | --------------------- | ------------------ | ------- | ---------------- |
| Medalha de ouro   | 4    | Summer McIntosh       | CAN Canadá         | 2:03.03 | ,                |
| Medalha de prata  | 5    | Regan Smith           | USA Estados Unidos | 2:03.84 | Recorde nacional |
| Medalha de bronze | 3    | Zhang Yufei           | CHN China          | 2:05.09 |                  |
| 4                 | 6    | Elizabeth Dekkers     | AUS Austrália      | 2:07.11 |                  |
| 4                 | 7    | Helena Rosendahl Bach | DEN Dinamarca      | 2:07.11 |                  |
| 6                 | 2    | Alex Shackell         | USA Estados Unidos | 2:07.73 |                  |
| 7                 | 1    | Abbey Connor          | AUS Austrália      | 2:08.15 |                  |
| 8                 | 8    | Laura Stephens        | GBR Grã-Bretanha   | 2:08.82 |                  |

Legenda
| Recorde mundial      | Recorde mundial (World record)               |                       | Recorde africano                      | Recorde africano (African) |                                           | Q | Classificado por posição (Qualified) |
| Recorde olímpico     | Recorde olímpico (Olympic record)            | Recorde da América    | Recorde da América (Americas)         | q                          | Classificado por melhor tempo (Qualified) |   |                                      |
| Melhor marca do ano  | Melhor marca do ano (World leading)          | Recorde asiático      | Recorde asiático (Asian)              | DNS                        | Não largou (Did not start)                |   |                                      |
| Recorde nacional     | Recorde nacional (National record)           | Recorde europeu       | Recorde europeu (European)            | DNF                        | Não terminou (Did not finish)             |   |                                      |
| Recorde pessoal      | Recorde pessoal do atleta (Personal best)    | Recorde da Oceania    | Recorde da Oceania (Oceania)          | DSQ / DQ                   | Desclassificado (Disqualified)            |   |                                      |
| Recorde da temporada | Recorde da temporada do atleta (Season best) | Recorde sul-americano | Recorde sul-americano (South America) | NM                         | Sem marca (No mark)                       |   |                                      |